# 蕃王
蕃王，中國南北朝時期梁、陳、北魏三朝設置的爵位。

## 梁陳
南朝梁時，將宗室封郡王者按照始封、襲封世次分為正王、嗣王、蕃王三等。皇弟、皇子等封郡王，是為正王。正王之子襲封嗣王。嗣王、蕃王之子襲封蕃王。南朝陳沿襲梁制，蕃王為第二品，秩視中二千石。
蕃王加軍號者，開府置佐史。蕃王府佐史的官階，低於嗣王府，同於皇弟皇子之庶子府而班次緊接其後，高於庶姓府。
蕃王國所置國官的官階，低於嗣王國，高於二王後國、郡公國。
蕃王屬官的班、品、秩如下：

### 府佐
| 官名         | 官班             | 官品   | 官秩   |
| 長史         | 八班             | 第七品 | 六百石 |
| 司馬         | 八班             | 第七品 | 六百石 |
| 諮議參軍     | 五班             | 第七品 | 四百石 |
| 板諮議參軍   |                  | 第七品 | 不言秩 |
| 中錄事參軍   | 五班             | 第八品 | 不言秩 |
| 中記室參軍   | 五班             | 第八品 | 不言秩 |
| 中直兵參軍   | 五班             | 第八品 | 不言秩 |
| 板中錄事參軍 |                  | 第八品 | 不言秩 |
| 板中記室參軍 |                  | 第八品 | 不言秩 |
| 板中直兵參軍 |                  | 第八品 | 不言秩 |
| 功曹史       | 四班             | 第九品 | 不言秩 |
| 錄事參軍     | 四班             | 第九品 | 不言秩 |
| 記室參軍     | 四班             | 第九品 | 不言秩 |
| 中兵參軍     | 四班             | 第九品 | 不言秩 |
| 板錄事參軍   |                  | 第九品 | 不言秩 |
| 板記室參軍   |                  | 第九品 | 不言秩 |
| 板中兵參軍   |                  | 第九品 | 不言秩 |
| 主簿         | 三班             | 第九品 | 不言秩 |
| 正參軍       | 二班             | 第九品 | 不言秩 |
| 板正參軍     |                  | 第九品 | 不言秩 |
| 行參軍       | 一班             | 第九品 | 不言秩 |
| 板行參軍     |                  | 第九品 | 不言秩 |
| 長兼參軍     | 位不登二品者五班 | 無     | 不言秩 |
| 參軍督護     | 位不登二品者四班 | 無     | 不言秩 |
| 功曹督護     | 位不登二品者三班 | 無     | 不言秩 |

### 國官
| 官名     | 官班             | 官品   | 官秩   |
| 郎中令   | 三班             | 第九品 | 二百石 |
| 大農     | 二班             | 第九品 | 二百石 |
| 中尉     | 一班             | 第九品 | 二百石 |
| 常侍     | 位不登二品者七班 | 無     |        |
| 侍郎     | 位不登二品者六班 | 無     |        |
| 上軍將軍 | 位不登二品者五班 | 無     |        |
| 中軍將軍 | 位不登二品者五班 | 無     |        |
| 下軍將軍 | 位不登二品者五班 | 無     |        |
| 典書令   | 位不登二品者四班 | 無     |        |
| 典祠令   | 位不登二品者三班 | 無     |        |
| 典衛令   | 位不登二品者三班 | 無     |        |
| 學官令   | 位不登二品者三班 | 無     |        |

## 北魏
北魏時，將宗室封郡王者按照始封、襲封世次分為親王、始蕃王、二蕃王、三蕃王四等。皇子等封郡王，是為親王。親王之子、孫、曾孫以降襲封郡王者，分別稱為始蕃王、二蕃王、三蕃王。北魏孝文帝定制，郡王食邑按照始封、襲封世次逐漸減少，親王食邑二千戶，始蕃王食邑一千戶，二蕃王食邑五百戶，三蕃王食邑三百戶。
蕃王加軍號者，開府置佐史。蕃王府佐史的官階，低於皇子府，高於非王府。始蕃王府、二蕃王府、三蕃王府佐史的官階，依次降低。
蕃王國所置國官的官階，低於皇子國，同於公國，高於侯、伯國。
北魏孝文帝改制後，蕃王屬官的官階如下：

### 府佐
| 官名       | 始蕃王府     | 二蕃王府     | 三蕃王府     |
| 長史       | 從第四品上階 | 第五品上階   | 從第五品上階 |
| 司馬       | 從第四品上階 | 第五品上階   | 從第五品上階 |
| 諮議參軍事 | 第五品下階   | 從第五品上階 | 第六品上階   |
| 錄事參軍   | 從第六品上階 | 從第六品下階 | 第七品上階   |
| 功曹參軍事 | 從第六品下階 | 從第六品下階 | 第七品下階   |
| 記室參軍事 | 從第六品下階 | 從第六品下階 | 第七品下階   |
| 戶曹參軍事 | 從第六品下階 | 從第六品下階 | 第七品下階   |
| 倉曹參軍事 | 從第六品下階 | 從第六品下階 | 第七品下階   |
| 中兵參軍事 | 從第六品下階 | 從第六品下階 | 第七品下階   |
| 功曹史     | 從第六品下階 | 從第六品下階 | 第七品下階   |
| 主簿       | 第七品下階   | 第七品下階   | 從第七品上階 |
| 列曹參軍事 | 第七品下階   | 第七品下階   | 從第七品上階 |
| 參軍事     | 從第七品上階 | 從第七品下階 | 第八品上階   |
| 列曹行參軍 | 從第七品上階 | 從第七品下階 | 第八品上階   |
| 行參軍     | 第八品上階   | 第八品下階   |              |
| 長兼行參軍 | 第九品下階   | 從第九品下階 |              |
| 參軍督護   | 從第九品下階 |              |              |

### 國官
| 官名   | 官階         |
| 郎中令 | 第七品上階   |
| 大農   | 從第七品上階 |
| 中尉   | 第八品下階   |
| 常侍   | 從第八品下階 |
| 侍郎   | 第九品下階   |
| 上將軍 | 從第九品上階 |
| 中將軍 | 從第九品上階 |
| 下將軍 | 從第九品上階 |
| 中大夫 | 從第九品上階 |